# سین مو هاپکیدو
سین مو هاپکیدو یا شین مو هاپکیدو یک هنر رزمیست که تکنیک‌های ضربه‌ای دست و پا، تکنیک‌های پرتابی و تکنیک‌های قفل مفاصل دست و پا را باهم ترکیب کرده‌است. این سیستم شبیه به سیستم سنتی خود یعنی هاپکیدو است؛ اگرچه سین مو هاپکیدو تأکید بیشتری روی مدیتیشن، فلسفه و پرورش کی دارد.
هاپ، یعنی هماهنگ‌کردن یا هارمونیزه کردن؛

کی، یعنی انرژی یا نیرویی که در بطن تمام موجودات زنده حضور دارد (کی را می‌توان معادل اصطلاح روح در ادیان ابراهیمی دانست).

دو، پروسه‌ای است که با انجام دادن آن، اتصال ذهن و جسم اتفاق می‌افتد.

پس هاپکیدو یعنی ترکیب و هماهنگ‌کردن ذهن و جسم از طریق پرورش کی، که معمولاً از طریق تکنیک‌های تنفسی اتفاق می‌افتد؛ و اما در معنای سین مو هاپکیدو:
سین یعنی ذهن متعالی و آگاه؛
و مو به معنی هنر رزمی است؛ بنابراین سین مو هاپکیدو یعنی «راه و روش استفاده از هنرهای رزمی برای دستیابی به حضور ذهن و همچنین فکری روشن‌تر در زندگی».

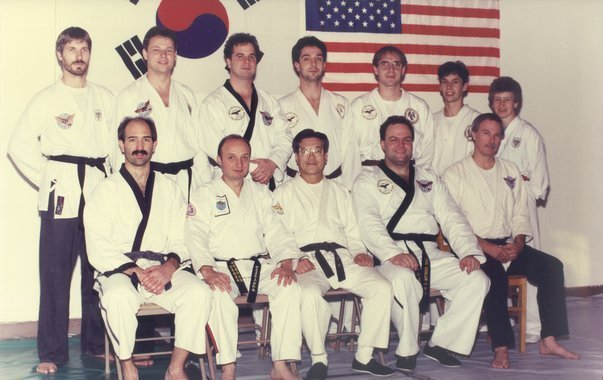
سمینار سال ۱۹۹۰

## تاریخچه
سین مو هاپکیدو در سال ۱۹۸۳ در کرهٔ جنوبی شهر سئول توسط دوجونیم Ji Han-Jae و دستیاری مریل جانگ و دیگر اعضای انجمن هاپکیدوی کالیفرنیای شمالی بنیان‌گذاری شد. دورهٔ آموزشی روی برنامۀ پیشین هاپکیدو که جی هان جائی از توسعهٔ روش‌هایی که از سه استادش و دانش و مهارت شخصیش بود بنا شد. جی هان جائی از نخستین شاگردان چوئی یونگ سول، شخصی که خود قبلاً در سیستم‌های یاوارا و آی کی جوجیتسو به شاگردی تاکدا سوکاکو پرداخته بود. اگرچه سین مو هاپکیدو در سئول توسعه یافت ولی تا سال ۱۹۸۴ که جی هان جائی مدرسهٔ سین مو هاپکیدو را در دالای سیتی کالیفرنیا باز کرد، هیچ مدرسه‌ای که این سیستم را آموزش دهد وجود نداشت.

## سین مو هاپکیدو در ایران
گرند مستر ارسلان قلی‌زاده رئیس سبک سین مو هاپکیدو در ایران هستند.
گرند مستر بهزاد ترابیان نائب رئیس و سرمربی تیم ملی سبک در ایران میباشند.

## فلسفه
سین مو هاپکیدو فلسفه‌ای از عدم خشونت، خود بهبودی، سازگاری و تعادل جسمی، ذهنی و روحانی و همچنین آموزش‌های پایه‌ای هاپکیدو را ترکیب کرده‌است؛
علاوه بر این سین مو هاپکیدو روی یک سری از تکنیک‌ها فرم ریزی شده‌است، اگرچه در سطوح بالا انتظار می‌رود که هنرآموزان مهارت‌های شخصی خود را ترکیب کنند. همچنین در این سیستم بر استفاده از جریان انرژی در بدن تأکید شده‌است.

## تکنیک‌ها
سین مو هاپکیدو از فنون ریدایرکشن (انحراف)، نگه داری، قفل مفصل، فنون پرتابی، ضربات پا و مشت، نقاط حساس، سلاح‌ها و فنون استفاده از جریان انرژی بدن بهره می‌برد؛ و همچنین تکنیک‌های شکستن اجسام سخت نیز آموزش داده می‌شود. در این سیستم همچنین می‌توان تکنیک‌های نرم کاراته، آیکیدو و جودو را مشاهده کرد.

## نگهداری و قفل مفصل
نگه داری و قفل مفصل واکنش‌های ابتدایی برای کنترل حریف است. این اعمال دفاع‌های اولیه‌ای هستند که به کار برده می‌شوند، اما در کمربندهای بالا می‌توانند به عنوان حمله اجرا شوند. در سطح دان ۴ در حدود ۳۰ تکنیک حمله با استفاده از تکنیک‌های قفل مفصل آموزش داده می‌شود.

### پرتاب، ریدایرکشن (انحراف) و قفل
در پرتاب متجاوز و انحراف انرژی متجاوز، از مومنتوم (ضربه) وی برای ادامهٔ اجرای حرکت با استفاده از اصل حرکت دایره‌ای استفاده می‌شود. وابسته به انرژی که متجاوز وارد می‌کند خروجی‌های متفاوتی داریم، یک ضربهٔ ضعیف یا نرم به یک انحراف نرم نیاز دارد و یک ضربهٔ بزرگ به یک انحراف یا پرتاب قوی تر نیاز دارد. قفل‌هایی که در این سیستم داریم معمولاً قفل‌های ریدرکشن هستند اما بعضی قفل‌ها به قصد توقف حملهٔ متجاوز به کار می‌رودو به همین دلیل بعضی از قفل‌ها، قفل‌های سخت هستند. همچنین در قفل‌ها از مفصل زانو نیز بهره می‌برند.

### ضربات پا و مشت
سین مو هاپکیدو از تنوع زیادی در ضربات پا برخوردار است. سین مو هاپکیدو ۲۵ حرکت پا دارد که در دفاع خیابانی خیلی مفید هستند. بسیاری از حرکات برای مکان‌های تنگ مانند تجمعات و شلوغی‌ها به کار می‌روند. پس از آموختن ۲۵ ضربهٔ پا، هنرآموز ۵ضربهٔ چرخشی را می‌آموزد که به همراه ضربات ویژه به کار می‌روند. حرکات ویژه شامل ضربات پروازی، ضربات دوبل، ضرباتی که روی زمین اجرا می‌شوند، ضربات پرشی و ضربات ترکیبی.

### نقاط فشار و جریان انرژی
نقاط فشار در هاپکیدو برای کنترل بدن به کار برده می‌شود؛ و همچنین برای دستکاری نیروی کی بدن برای متوقف کردن، خلع سلاح کردن یا برای ناتوان کردن متجاوز یا برای درمان بیماری به کار برده می‌شود.

سین مو هاپکیدو از تعداد نقاط فشار که بیش از ۷۵۰ نقطه است، استفاده می‌برد. نقاط فشار همچنین به نقاط حیاتی بدن نیز اشاره دارد.

سین مو هاپکیدو همچنین یک بعد ویژه‌ای دارد که تکنیک‌های حیاتی نامیده می‌شوند، که مختص مبارزه نقاط حساس و طب شرقیست.

### سلاح
آموزش سلاح در هاپکیدو شامل نانچیکو، تونفا (باتوم)، چوب کوتاه (تان بونگ) و چوب دراز (جانگ بونگ)، شمشیر (کوم)، نی، دستمال گردنی، کمربند دراز، سلاح‌های پرتابی مانند چاقو و سنگ و سازگاری با اشیا روز مره برای استفاده به عنوان سلاح.

سلاح در کمربند مشکی آموزش داده می‌شود ولی تکنیک‌های مقابله با چاقو در کمربند قهوه‌ای.

## رنکینگ
سیستم رنکینگ سین مو هاپکیدو تا حدودی شبیه دیگر سیستم‌های رنکینگی است. گاپس (급, called also kups)برای وضعیت مبتدی‌ها و دانس (단) برای وضعیت پیشرفته‌ها به کار برده می‌شود. اگرچه این سیستم رنک تعداد دفعاتی بازنگری داشته‌است اما در حال حاضر این سیستمیست که توسط جی هان جائی به کار برده می‌شود.

اخیراً جی هان جائی سطح (بهترین بهترین‌ها) را به سیستم رنک خود اضافه کرده‌است که بعد از رنک ۱۰ است، و از شاگردان رده بالای خود خواسته‌است که در راستای توسعه و گسترش سین مو هاپکیدو به بهبود این رنک، بهترین بهترین‌ها، کمک کنند.

رنگ کمربند که شامل هنرهای رزمی کره‌ای نیز می‌شود:
- سفید
- زرد
- نارنجی
- سبز
- آبی
- قرمز
- قهوه‌ای

کمربند مشکی: (القاب مندرج شامل دیگر هنرهای رزمی کره‌ای نیز می‌شود)
- دان ۱:کمربند مشکی (چوگ یونیوم)
- دان ۲:دستیار استاد (کیوسانیوم)
- دان ۳:استاد (پورساباب نیوم)
- دان ۴:مستر (سابا نیوم)
- دان 5: Chief Master(کو آن جانیوم)
- دان 6:(Head Master (Cheul Do In
- دان 7:(Senior Master (Joong Cheul Do In
- دان 8:(Grandmaster (Sang Cheul Sun Sa
- دان 9:(Senior Grandmaster (Dae Cheul Sun In
- دان 10:(Supreme Grandmaster (Joong Kwang Sun Sa
- بعد از دان 10:(Best of the best" (Joong Kwang Dae Sun Sa"
- دوجونیم:جی هان جائی(Ji, Han Jae)

## یونیفورم (دوبوک)
«سین مو هاپکیدو» برای سال‌ها یونیفرمی رسمی نداشت. بیش‌تر مدارس اروپایی یک لباس سفید با یقه سیاه رنگ را می‌پوشیدند، و بیش‌تر مدارس در آمریکا برای ۱۵ سال اول لباس جودوکارها را می‌پوشیدند.

اما لباس رسمی که اکنون به کار می‌رود، لباس خاکستری رنگ است. روی قسمت چپ سینه لوگوی سین مو هاپکیدو چسبانده می‌شود.
لباس رسمی برای دان ۶ و بالا، لباس سفید با لبه‌های طلایی است، مانند آنچه در فیلم بازی مرگ بروسلی، جی هان جائی پوشیده‌است.

## مدیتیشن (مراقبه) و تنفس کی
سین مو هاپکیدو تکنیک‌های تنفسی زیادی دارد. ترکیبی از تمرین‌های بودائیسم، کونفوسیوسم و تائوئیسم و تمرکزهای ابتدایی کی و بازکردن چشم ذهن. تمرین ابتدایی هاپکیدو با اصطلاح تنفس دانجن (تانجن)(مرکز انرژی) Danjeon شناخته می‌شود، مشابه تمرین کی کانگ چی کونگ چینی‌ها. کلاس سین مو هاپکیدو معمولاً با دانجن آغاز و با مدیتیشن به پایان می‌رسد.

### انواع دانجن در هاپکیدو
- دانجن آپ
- دانجن یاپ
- دانجن هاپ

## ۹ قانون پایه‌ای زندگی
این قوانین به ۹ بخش موضوعی تقسیم می‌شود. سه تای اولی به بودائیسم، سه تای دومی به کنفوسیوسم و سه تای آخری به سئون بودائیسم(Seon Buddhism) و تائوئیسم مربوط می‌شوند. این قواعد باعث زندگی بهتر وسالم تر هاپکیدوکار می‌شوند.

جسمی:
- رژیم مناسب(Proper diet)
- روابط زناشویی سالم و مناسب (Healthy sexual behavior)
- مدیتیشن سودمند(Beneficial meditation)

ذهنی:
- عصبانی نبودن (Do not be angry)
- غمگین نبودن (Do not be sad)
- حریص نبودن (Do not be greedy)

روحانی:
- تعادل آب (Water balance)
- تعادل هوا(Air balance)
- تعادل تابش آفتاب(Sunshine balance)

## تکنیک‌های پایه برای کمربند سبز
- تنفس دانجن
- تمرین‌های گرم کردن
- ۲۵ ضربهٔ پا
- افت‌ها
- کشیدن/هل دادن (بدون مقاومت)
- ۸ تکنیک پایه‌ای دست

(الف) دفاع مچ
(ب) حمله (اتک)
(ج) دفاع مشت مستقیم
(د) دفاع ترکیبی مچ
- دفاع هنگام گرفته شدن لباس از روبرو
- تمرکز مدیتیشن

## تکنیک‌های پایه برای کمربند آبی
- ضربات چرخشی پا
- دفاع ضربهٔ مشت
- دفاع مچ ضربدری
- دفاع گرفته شدن از پشت و همچنین بدن

## تکنیک‌های پایه برای کمربند قرمز
- استایل‌های ضربات پا
- دفاع ضربات پا
- دفاع مچ ضربدری از بالا
- دفاع در هنگام خفه شدن

## تکنیک‌های پایه برای کمربند قهوه‌ای
- استایل‌های ضربات پا
- دفاع در برابر چاقو
- دفاع پهلو به پلو با مچ
- تکنیک‌ها در هنگام نشستن و دراز کشیدن

## تکنیک‌های پایه برای کمربند مشکی
- ضربات پای ویژه
- دفاع در پرتاب‌ها
- تکنیک پایه‌ای یودو(yudo)پرتاب
- ۸ تکنیک پیشرفته دفاع با مچ[۶]

## کوان(kwan)های سین مو هاپکیدو
از سال ۲۰۱۴ دوجونیم جی هان جائی گواهینامه‌های کوان را مطرح کرده‌است: شاگردان سطح بالای وی اجازهٔ توسعهٔ استایل سین مو هاپکیدوی خودشان با ترکیب کردن سین مو هاپکیدوی سنتی و مهارت‌های رزمی خودشان را یافته‌اند. با این روش سال پشت سال، سین مو هاپکیدو می‌تواند غنی تر شود، لیست زیر از کوان هایی است که در حال حاضر فعالیت می‌کنند:
- (Sam Rang Kwan (Chris Garland
- (Yu Shin Kwan (Ian Cyrus
- (Samil Kwan (Sean Bradley
- (محسن قربانی)Satory Do Kwan
- (Yu Sool Kwan (John Beluschak
- (Song Moo Kwan (Geoff Booth
- (Han Do Kwan (Herman Mochalin
- (Jeong Hak Kwan (Nicolas Tacchi
- (Sun Bi Kwan (Inwan Kim
- (Tang Soo Kwan (John Godwin
- (Annu Kwan (Stuart Rosenberg
- (Sin Yung Kwan (Frank Croaro
- (Bi Ho Kwan (Larry Dorsey
- (Jung Shin Kwan (Ramfis Marquez

این کوان‌ها بعد از آنکه مجوز (اعطای گواهینامه دان) را گرفتند مستقل هستند.
اگرچه، بسیاری از آن‌ها با حضور یافتن در همایش‌هایی مانند "قلهٔ بین‌المللی هاپکیدو" فدراسیون هاپکیدو با هم کار می‌کنند، که توسط "Joong Kwang Dae Sun Sa" اداره می‌گردد. بسیاری از گرند مسترها نظیر:
- (GM Chris Garland (Sam Rang Kwan
- (GM John Godwin (Tang Soo Kwan
- (GM Inwan Kim (Sun Bi Kwan
- (GM Larry Dorsey (Bi Ho Kwan

و
- GM محسن قربانی (Satory Do Kwan)

به صورت منظم در این همایش‌ها جمع می‌شوند.

## مسابقات هاپکیدو

### مبارزه سمی کانتکت
این مبارزه بدون دستکش، کلاه و هوگو می‌باشد. فقط پوشیدن کاپ الزامی است. فرد مبارز با پوشیدن لباس فرم و کمربند خویش مبارزه می‌کند. البته با بستن کمربند باند قرمز و آبی دو حریف مشخص می‌شوند. در این نوع مبارزه طبق قوانین هر نوع مشت زدن و ضربه دست درصورت ممنوع می‌باشد و ضربات شامل تمام ضربات پا، فن کمر و پرتاب حریف به زمین (تکنیک‌های جودویی)، کراپلینگ (تکنیک‌های کشتی درخاک) وکانست کردن حریف روی تشک (تکنیک‌های درخاک خفه‌کردن و فشار بروی مفاصل و عدم اجازهٔ حرکت به حریف) می‌باشد.

### فول کانتکت
دراین مبارزه داشتن دستکش بوکس، کلاه، محافظ لثه و پوشیدن کاپ و هوگو الزامی است. این مسابقه نیز مانند اغلب سیستم‌های رزمی جهان می‌باشد. مشت زدن درصورت مانعی ندارد. ضربات دست و صورت آزاد است ولی تکنیک‌های جوجیتسو و جودو، گراپلینگ و فن کمر استفاده نمی‌شود.

تذکر: البته در هر دو نوع مبارزه ضربه به پشت سر تا پائین کمر و نخاع خطاست و ضربه به نقاط حساس و ممنوعه مجاز نمی‌باشد.

### کیک‌بوکسینگ
کیک‌بوکسینگ مبارزه با مشت و دستکش بوکس است و ضربه در سروصورت می‌باشد.

### دفاع شخصی
این مسابقه شامل انجام تکنیک‌های دفاع شخصی به صورت انفرادی یا یک به دو و همچنین می‌توان از نفرات بیشتری استفاده نمود. پرتاب حریف، قفل مفصل و اجرای تکنیک‌های رزمی و پلیسی به این هنر رزمی زیبایی بخشیده‌است.

### سلاح
مسابقۀ سلاح شامل نانچیکو، چوب، شمشیر، تونفا، بادبزن، چوب کوتاه و انواع سلاح‌های کره‌ای می‌باشد.

### افت‌ها
شامل افت زدن‌ها، افت از روی مانع و ارتفاع و حرکات نمایشی.

## شمارش اعداد به کره‌ای
1. هانا Hana
2. تول dul
3. ست Set
4. نت Net
5. داست daseot
6. یاست yeoseot
7. ایلگوپ ilgop
8. یدول yeodeol
9. آهوپ Ahop
10. یول yeol

.